# Arnold Kitz
Arnold Kitz (* 7. April 1807 in Vechta; † 22. Januar 1874 in Oldenburg) war Jurist, Landtagspräsident und Mitglied des Reichstags des Norddeutschen Bundes.

## Leben
Kitz war der Sohn des Arztes Johann Heinrich Kitz (1778–1835) und dessen Ehefrau Franziska geb. Keppel. Er besuchte die Gymnasien zu Vechta und Oldenburg und studierte von 1825 bis 1828 Rechtswissenschaften an den Universitäten Bonn und Göttingen. Zuerst war er Advokat in Ovelgönne, dann Amtsauditor in Tossens, Steinfeld, Cloppenburg, Wildeshausen und Rodenkirchen. 1837 wurde er Regierungsassessor in Birkenfeld und 1844 wurde er zum Hofrat ernannt.
Im Zuge der Revolution von 1848 war er Mitbegründer des Birkenfelder Volksvereins, der eine weitgehende Autonomie Birkenfelds mit eigener Verfassung bei weiterer Zugehörigkeit des Fürstentums zum Großherzogtum Oldenburg forderte. Von Mai bis Dezember 1848 war Kitz auch Vorsitzender des Volksvereins.
Im Juli 1848 wurde er zum Vizepräsident des konstituierenden Landtags bestimmt, seine Forderungen für Birkenfeld konnte Kitz allerdings nicht durchsetzen. Dies hatte eine zunehmende Radikalisierung in Birkenfeld zur Folge, sodass Kitz im Dezember 1848 den Vorsitz des Volksvereins niederlegte und sich aus Rücksicht auf seine Amtsstellung im Landtag aus der Birkenfelder Politik zurückzog. Nach Einführung der Oldenburgischen Verfassung 1849 war Kitz Mitglied der ersten vier Landtage und auch als dessen Präsident tätig. Im November 1851 legte er sein Mandat aus familiären und gesundheitlichen Gründen nieder.
Kitz konzentrierte sich in den folgenden Jahren auf seine juristische Amtstätigkeit, wurde im Dezember 1853 Vorsitzender des Justizsenats bei der Regierung in Birkenfeld und trat nach der Trennung von Justiz und Verwaltung an die Stelle des Justizsenats beim Obergericht zu Birkenfeld, dessen Direktor er im Dezember 1856 wurde. Am 1. November 1866 wurde er Direktor des Obergerichts Oldenburg und am 5. Dezember 1868 Vizepräsident des Oberappellationsgerichts.
In dieser Zeit wurde Kitz noch einmal politisch aktiv. Von Februar bis August 1867 war er Abgeordneter des konstituierenden Reichstags des Norddeutschen Bundes, für den Reichstagswahlkreis Großherzogtum Oldenburg 3 (Vechta, Delmenhorst, Cloppenburg) und die Bundesstaatlich-konstitutionelle Vereinigung. Er musste jedoch auch hier bald einsehen, dass seine Forderung nach einer großdeutschen Erweiterung des Norddeutschen Bundes aussichtslos war. Resigniert stimmte er schließlich dem Verfassungsentwurf zur Verfassung des Norddeutschen Bundes zu und zog sich aus dem politischen Leben zurück.

## Politische Ausrichtung
Kitz war großdeutsch gesinnt und hatte sich schon 1848 in einer Broschüre gegen die Kleindeutsche Lösung der nationalen Frage unter preußischer Führung gewandt. Im Oldenburgischen Landtag gehörte er als Katholik der demokratisch-katholischen Zweckkoalition an, die den Anschluss Oldenburgs an Preußen vehement ablehnte.

## Familie
Kitz war seit Dezember 1839 verheiratet mit Julie Wilhelmine Elisabeth geb. Weyrich (1821–1894), der Tochter des Birkenfelder Regierungsrates Ludwig Weyrich und der Elisabeth Constantine Sybille geb. von Emden. Das Ehepaar hatte vier Kinder, von denen Richard (1843–1913) Landgerichtsrat in Oldenburg und Wilhelm (1851–1919) Landgerichtspräsident in Krefeld wurden.

## Werke
- Zur großen deutschen Frage. Kein Kaiser alten Styls und mit Erblanden, sondern entweder ein Reich und ein Staat, oder ein Bundesstaat mit einem ausführenden Präsidenten. Frankfurt. 1848.
- Seyn oder Sollen. Abriß einer philosophischen Einleitung in das Sitten- und Rechtsgesetz. Frankfurt. 1864. (online)
- Das Princip der Strafe in seinem Ursprunge aus der Sittlichkeit. Eine philosophisch-juristische Abhandlung. Oldenburg. 1874. (online)